# Musaranya de Smith
La musaranya de Smith (Crocidura smithii) és una espècie de mamífer eulipotifle de la família de les musaranyes (Soricidae). que viu a Etiòpia, el Senegal i, possiblement també, Somàlia.

## Subespècies
- Crocidura smithii debalsaci.[5][4]
- Crocidura smithii smithii.[6][7]